# Moeche (kommun)
Moeche är en kommun i Spanien. Den ligger i provinsen A Coruña i den autonoma regionen Galicien i nordvästra delen av landet, 500 km väster om huvudstaden Madrid. Antalet invånare är 1 200 (2024). Arean är 48,50 kvadratkilometer.